# ...tick...tick...tick...
…tick…tick…tick… é um filme norte-americano de 1970 dirigido por Ralph Nelson. Racialmente provocativo para sua época, tem no elenco Jim Brown no papel de um homem Afro-americano eleito como xerife de um condado rural da Região Sul dos Estados Unidos. Ele se tornou algo de um clássico por retratar de forma mordaz as relações raciais e por sua narrativa tensa.
O filme foi lançado sete anos após o filme de Nelson Lilies of the Field, que tinha no elenco Sidney Poitier, e foi feito antes da erupção da onda de violência do American civil rights movement no meio da década de 1960. Ele também mostrou as controvérsias das relações raciais, mas com uma narrativa muito mais leve.
O filme também foi lançado no mesmo ano de outro filme de Nelson, Soldier Blue, o qual era uma ficção sobre o massacre de índios pelas tropas da cavalaria dos EUA na década de 1860.
O filme pode ser visto como uma contra-narrativa do filme de 1967 No Calor da Noite, no qual Poitier atua como um detetiva da Filadélfia enviado para ajudar nas investigações de um assassinato em uma pequena cidade de Mississippi e ajudado, inicialmente de forma relutante, pelo chefe branco da polícia atuado por Rod Steiger. O personagem de Poitier ganha o respeito do personagem de Steiger, mas ele permanece um forasteiro, capaz de abrir caminho para as complexidades de ser negro em uma pequena cidade do sul por causa da não familiaridade com seu estilo. Em contraste, …tick…tick…tick… coloca um afro-americano local no poder da polícia, ajudado de alguma forma pelo ex-xerife branco.
O papel principal ficou a cargo de Jim Brown, o qual havia acabado de se aposentar como jogador de futebol americano.
O filme dá a sensação de ser de baixo orçamento, e o uso de Brown no papel principal fez com fosse constantemente classificado no contexto do gênero blaxploitation.
O filme teve suas filmagens dentro e próximo da cidade de Colusa, cujo quarteirão do tribunal de justiça central foi modelado como quarteirões similares encontrados no Sul dos Estados Unidos. O mesmo tribunal de justiça foi usado para filmagens exteriores no clássico de 1962 To Kill a Mockingbird.
…tick…tick…tick… foi a penúltima aparição nas telonas da lenda Fredric March.

## Elenco
- Jim Brown como Jimmy Price
- George Kennedy como John Little
- Fredric March como Mayor Jeff Parks
- Lynn Carlin como Julia Little
- Don Stroud como Bengy Springer
- Janet MacLachlan como Mary Price
- Richard Elkins como Bradford Wilkes
- Clifton James como D.J. Rankin
- Robert Random como John Braddock (como Bob Random)
- Mills Watson como Joe Warren
- Bernie Casey como George Harley
- Anthony James como H.C. Tolbert
- Dub Taylor como Junior
- Ernest Anderson como Homer
- Karl Swenson como Braddock Sr.